# تريكو رايكوفيتش
تريكو رايكوفيتش (بالصربية: Трајко Рајковић) مواليد 7 ديسمبر 1937 في ليسكوفاتس، مملكة يوغوسلافيا - الوفاة 27 مايو 1970، كان لاعب كرة سلة صربي. بدأ مسيرته الاحترافية في سنة 1959. مثّل منتخب بلاده. شارك في دورة الألعاب الأولمبية الصيفية سنة 1968. حقق المركز الأول في بطولة كأس العالم لكرة السلة 1970. اعتزل اللعب في 1970.

## الميداليات
| الميدالية | المسابقة                         |
| --------- | -------------------------------- |
| فضية      | الألعاب الأولمبية الصيفية 1968   |
| فضية      | بطولة كأس العالم لكرة السلة 1963 |
| ذهبية     | بطولة كأس العالم لكرة السلة 1970 |
| برونزية   | بطولة أمم أوروبا لكرة السلة 1963 |
| فضية      | بطولة أمم أوروبا لكرة السلة 1965 |
| فضية      | بطولة أمم أوروبا لكرة السلة 1969 |

## روابط خارجية
- تريكو رايكوفيتش على موقع الاتحاد الدولي لكرة السلة (الإنجليزية)
- تريكو رايكوفيتش على موقع سبورتس رفرنس (الإنجليزية)
- تريكو رايكوفيتش على موقع أوليمبيديا (الإنجليزية)